# District de Haidian
Le district de Haidian (海淀区 ; pinyin : Hǎidiàn Qū) est une subdivision de la municipalité de Pékin en Chine.
Situé au nord-ouest de Pékin, il abrite sur le pôle technopolitain de Zhongguancun la plupart des grandes universités de la ville, en particulier les universités Qinghua, Beida et Beijiaoda. Il comprend de nombreuses sociétés informatiques et s'est donné l'ambition de devenir la Silicon Valley de la Chine.
Le district de Haidian recouvre une surface de 431 km2 et comporte le Parc des Bambous pourpres.

## Divisions administratives
Le district de Haidian est lui-même divisé en 22 sous-districts et 7 bourgs.
Sous-districts :
- Sous-district de Wanshou Road (万寿路街道)
- sous-district de Yongding Road (永定路街道)
- sous-district de Yangfangdian (羊坊店街道)
- sous-district de Ganjiakou (甘家口街道)
- sous-district de Balizhuang (八里庄街道)
- sous-district de Zizhuyuan (紫竹院街道)
- sous-district de Beixiaguan (北下关街道)
- sous-district de Beitaipingzhuang (北太平庄街道)
- sous-district de Xueyuan Road (学院路街道)
- sous-district de Zhongguancun (中关村街道)
- sous-district de Haidian (海淀街道)
- sous-district de Qinglongqiao (青龙桥街道)
- sous-district de Qinghuayuan (清华园街道)
- sous-district de Yanyuan (燕园街道)
- sous-district de Xiangshan (香山街道)
- sous-district de Qinghe (清河街道)
- sous-district de Huayuan Road (花园路街道)
- sous-district de Xisanqi (西三旗街道)
- sous-district de Malianwa (马连洼街道)
- sous-district de Tiancun Road (田村路街道)
- sous-district de Shangdi (上地街道)
- sous-district de Shuguang (曙光街道)

Bourgs :
- Bourg de Wanliu (万柳地区 / 海淀镇)
- bourg de Dongsheng (东升地区 / 东升镇)
- bourg de Wenquan (温泉地区 / 温泉镇)
- bourg de Sijiqing (四季青地区 / 四季青镇)
- bourg de Xibeiwang (西北旺地区 / 西北旺镇)
- bourg de Sujiatuo (苏家坨地区 / 苏家坨镇)
- bourg de Shangzhuang (上庄地区 / 上庄镇)

## Personnalités associées à ce district
Ce district a eu Wu Qing comme représentante au Congrès du Peuples,.
Lu Han (né en 1990), chanteur et acteur chinois.